# Marcin Dudek
Marcin Dudek (ur. 11 sierpnia 1986) – polski lekkoatleta specjalizujący się w skoku w dal i w trójskoku.
Zawodnik klubów: Narew Łomża (2002-2006), AZS-AWF Biała Podlaska (2007-2011), KS Podlasie Białystok (2012-2015). Wicemistrz Polski w skoku w dal (2009) i brązowy medalista mistrzostw Polski w sztafecie 4 x 100 metrów (2010) oraz brązowy medalista halowych mistrzostw Polski w trójskoku (2013). Ponadto młodzieżowy wicemistrz Polski w skoku w dal (2008).
Rekordy życiowe: skok w dal - 7,65 (2008), trójskok - 15,66 (2012)